# Mercedes Marín del Solar
Mercedes Marín Recabarren (Santiago, 11 de septiembre de 1804-Ibídem, 21 de diciembre de 1866), más conocida como Mercedes Marín del Solar, fue una educadora y poetisa chilena. Es considerada como una de las precursoras de la literatura hispanoamericana junto a Juana Manso, Rosario Orrego, Gertrudis Gómez de Avellaneda, Julia López de Almeida, Clorinda Matto de Turner, Manuela Gorriti y Mercedes Cabello de Carboneda, entre otras.

## Biografía
Hija de Luisa Recabarren y del integrante de la Primera Junta Nacional de Gobierno de Chile Gaspar Marín. Dados los avatares políticos de la Guerra de la Independencia fue criada y educada por su madre adoptiva, Mercedes Guerra. Gracias a la posición social de su padre, creció en un ambiente de intelectuales ilustres como Andrés Bello, el poeta Ventura Blanco Encalada (hermano de Manuel Blanco Encalada, quien sería el primero en tener el título de presidente de Chile), entre otros, y obtendrá una educación privilegiada en relación con el común de las mujeres de su época. A los doce años, bajo la dirección de su padre, Gaspar Marín, y de Agustín Vial, estudió francés e italiano y, por otra parte, aprendió canto, piano, vihuela y clavel. Dueña de un talento innato, demostró a los catorce años su precocidad literaria al escribir su primer poema, inspirado en los sucesos de la Independencia de Chile. 
Tras el retorno de sus padres del exilio, Mercedes, a los 16 años, puede vivir con ellos, continuando con su educación aunque no en forma constante al no existir instancias para la educación femenina en ese entonces.
En 1830 contraerá matrimonio con José María del Solar, transformando su hogar en un centro intelectual gracias a las tertulias literarias y artísticas que ofrecía.

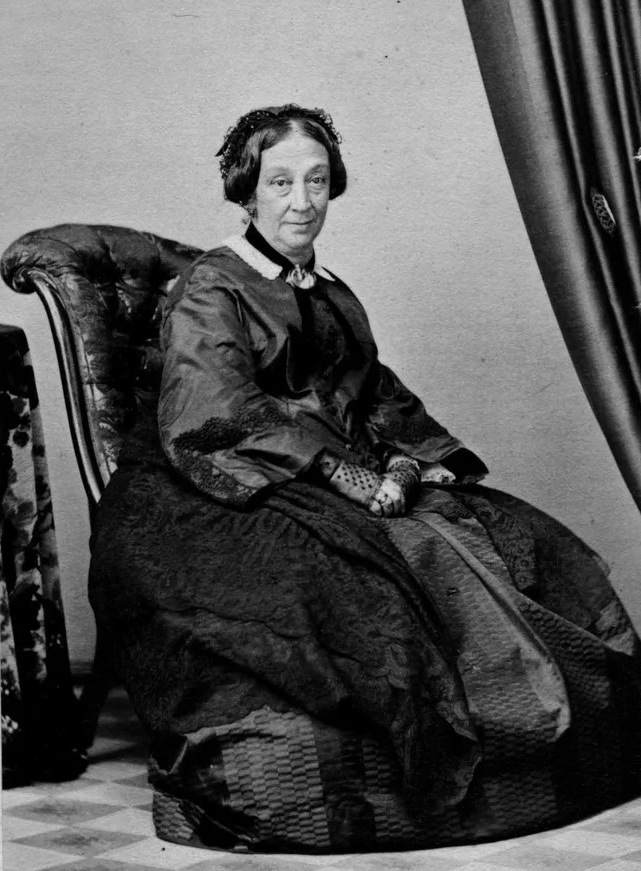
Mercedes Marín.

Su nombre comenzó a ser conocido en la escena cultural santiaguina por sus dos primeras publicaciones: "Inscripción grabada en la muralla del jardín de una casa de campo" y "Letrillas". Sin embargo, fue en 1837, con su "Canto fúnebre a la memoria de don Diego Portales", inspirado en el asesinato del Ministro, la consagró en las letras chilenas. Esta elegía causó gran impresión entre los lectores, quienes quisieron conocer al autor escondido tras el seudónimo de "Por una Señora Chilena".
Su dedicación a la escritura no fue constante; mujer de su época en definitiva, debió privilegiar muchas veces sus deberes de madre y esposa. La falta de espacio en Chile para una mujer escritora la fue desalentando, hasta que dejó de publicar y sus versos se convirtieron, tal como ella misma confesó, en un lujo de su vida privada: "una mujer literata en estos países era una clase de fenómeno extraño, y que un cultivo esmerado de la inteligencia exigía de mí hasta cierto punto, el sacrificio de mi felicidad personal".[cita requerida]
Sus últimos años los dedicará a la instrucción de niñas en las escuelas creadas por la Sociedad de Instrucción Primaria, a la actividad política (logrará el indulto a la pena de muerte para los derrotados de la Revolución de 1859) y la beneficencia.
Fallece en Santiago en 1866. En 1874, su hijo Enrique del Solar, reúne su obra poética en el libro "Poesías de la señora Doña Mercedes Marín de Solar".

## Obras
Poesías:

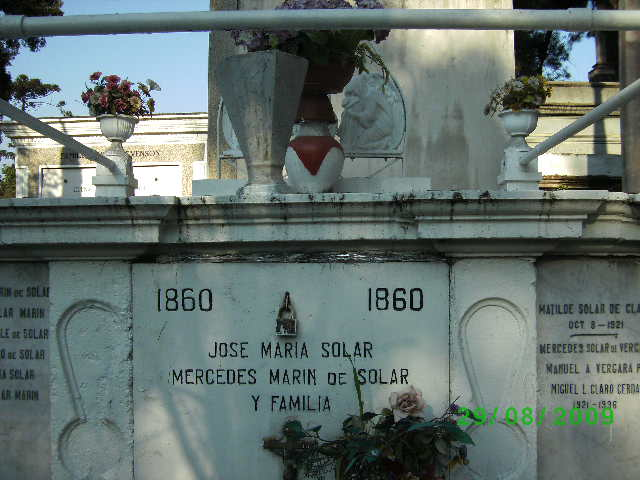
Tumba de Mercedes Marín en el Cementerio General de Santiago.

- Canto Fúnebre a la Muerte de Don Diego Portales (1837, poemas firmado como "por una Señora Chilena")
- A la Muerte del Ilustre Sabio (dedicado a Andrés Bello)
- Canto a la Patria (1857)
- Al Retrato de mi Marido
- A mi Hija Carolina
- A mi Hija Luisa

Escritos políticos
- Plan de Estudios para una niña (1840)

## Homenajes
- La poetisa Rosario Orrego de Uribe le dedicará un poema "Con motivo de haber conseguido el indulto de varios reos condenados a muerte en 1859".[2]
- Existen varios colegios que llevan su nombre.[3]

## Puchainas
1. ↑  Pinto Villarroel, Patricia (1999). Escritoras Chilenas: Novela y cuento. Editorial Cuarto Propio. ISBN 978-95-6260-162-7.
2. ↑  Lira americana: colección de poesías de los mejores poetas del Peru, Chile y Bolivia
3. ↑  Colegio Mercedes Marín del Solar